# 2011 en gymnastique
| Années de la gymnastique : 2008 - 2009 - 2010 - 2011 - 2012 - 2013 - 2014    |
| Décennies de la gymnastique : 1980 - 1990 - 2000 - 2010 - 2020 - 2030 - 2040 |

Les faits marquants de l'année 2011 en gymnastique

## Principaux rendez-vous
- 4 au 10 avril 2011 : championnats d'Europe de gymnastique artistique 2011 à Berlin.
- 25 au 29 mai 2011 : championnats d'Europe de gymnastique rythmique 2011 à Minsk.
- 10 au 16 juillet 2011 : 14e World Gymnaestrada à Lausanne.
- 19 au 26 septembre : championnats du monde de gymnastique rythmique 2011 à Montpellier.
- 7 au 16 octobre 2011 : championnats du monde de gymnastique artistique 2011 à Tokyo.

## Décès
- Karl Frei
- Pavel Stolbov